# Natacha Brandy
Pour les articles homonymes, voir Brandy.
Natacha Brandy est une joueuse française de football née le 13 juin 1979 à Rochefort-sur-Mer, évoluant au poste de milieu de terrain. 

## Biographie
Natacha Brandy évolue de 1995 à 2006 à l'ASJ Soyaux qui évolue en première division. 
Elle dispute cinq matchs en équipe de France de 2000 à 2001.